# Saint-Martin-de-Fressengeas
Saint-Martin-de-Fressengeas is een gemeente in het Franse departement Dordogne (regio Nouvelle-Aquitaine) en telt 375 inwoners (1999). De plaats maakt deel uit van het arrondissement Nontron.

## Geografie
De oppervlakte van Saint-Martin-de-Fressengeas bedraagt 20,7 km², de bevolkingsdichtheid is 18,1 inwoners per km².
De onderstaande kaart toont de ligging van Saint-Martin-de-Fressengeas met de belangrijkste infrastructuur en aangrenzende gemeenten.

## Demografie
Onderstaande figuur toont het verloop van het inwonertal (bron: INSEE-tellingen).